# Никольское-на-Днепре
Никольское-на-Днепре (укр. Микільське-на-Дніпрі) — село, Никольский сельский совет, Солонянский район, Днепропетровская область, Украина.
Код КОАТУУ — 1225084301. Население по переписи 2001 года составляло 887 человек.
Является административным центром Никольского сельского совета, в который, кроме того, входят сёла
Звонецкое,
Звонецкий Хутор,
Алексеевка и
Орехово.

## Географическое положение
Село Никольское-на-Днепре находится на правом берегу реки Днепр,
выше по течению на расстоянии в 0,5 км расположено село Алексеевка,
ниже по течению на расстоянии в 0,5 км расположено село Войсковое,
на противоположном берегу — село Василевка-на-Днепре (Синельниковский район).

## История
- Село Никольское-на-Днепре основано казацким полковником И. Синельниковым в 1774 году около наибольшего порога на реке Днепр, который назывался «Ненасытец» и о котором упоминается во многих исторических описаниях
- В 1905 году в селе был организован волостной комитет Крестьянского Союза, куда вошли Василий Денисович Туренко, лоцманы Я. И. Ларин и Давид Семенович Носаненко (1860 г.р.) Они собирали средства и отвозили их в Соленое и отдавали Василию Строменко. Приговоры (решения, постановления) сельского общества списывали с газет, а прокламацию «Чего хотятъ люде съ краснымъ флагомъ» привезли из города[2]

## Экономика
- ООО «Прогрес».

## Объекты социальной сферы
- Детский сад.
- Фельдшерско-акушерский пункт.
- Дом культуры.
- Школа.

## Достопримечательности
- Могильник ІІІ-ІV тысячелетия до н. э.
- Мемориальная плита на месте гибели киевского князя Святослава Игоревича, который пал в 972 году в битве с печенегами.
- Языческое капище. Этот памятник-кромлех относится к III — концу IV тысячелетия до н. э. ‑, периоду расселения праиндоевропейских народов.

### Мемориальная плита Святославу
Когда в 1910 г. при поддержке Д. И. Яворницкого возник проект обозначения места гибели князя Святослава мемориальной доской, то выбор был сделан на порог Ненасытец, сохранявший свое древнерусское название до XX в. В 1912 г. заказ на доску от Одесского отдела Императорского Русского военно-исторического общества получил одесский скульптор Б. Эдуардс, а в 1913 г. чугунная плита с надписью «Въ 972 году у Днѣпровскихъ пороговъ палъ въ неравномъ бою съ печенѣгами русскій витязь князь Святославъ Игоревичъ» была установлена на выступающей из реки скале Монастырко Ненасытецкого порога, затопленного в 1932 г. В 1947 г. плиту демонтировали с обнажившегося после взрыва плотины ГЭС порога и перенесли в с. Никольское-на-Днепре (на правом берегу реки), а в 1952 г. повреждённую доску заменили копией. Таким образом, символический замысел Д. И. Яворницкого оказался нарушенным, и сейчас доска расположена на правом берегу, хотя высадка экипажей судов для обхода Ненасытецкого порога происходила в древности на левом берегу Днепра.